# John D. Clifford
John David Clifford (* 15. Mai 1887 in Lewiston, Maine; † 18. November 1956) war ein US-amerikanischer Jurist und Politiker. Nach seiner Berufung durch Präsident Harry S. Truman fungierte er von 1947 bis zu seinem Tod im Jahr 1956 als Bundesrichter am Bundesbezirksgericht für den Distrikt von Maine.

## Werdegang
John Clifford absolvierte nach seinem Schulabschluss das Bowdoin College und erwarb dort 1910 den Bachelor of Arts. Anschließend besuchte er die Law School des Georgetown College in Washington, D.C. Dort erhielt er 1913 den Bachelor of Laws, woraufhin er im folgenden Jahr in seiner Heimatstadt Lewiston als Jurist zu praktizieren begann. Er ging dieser Tätigkeit bis 1947 nach. Während dieser Zeit war er außerdem demokratischer Abgeordneter im Repräsentantenhaus von Maine (1915–1916) und Bundesstaatsanwalt für den Distrikt von Maine (1933–1947).
Am 10. Januar 1947 wurde Clifford durch Präsident Truman als Nachfolger des in den Senior Status übergetretenen John A. Peters zum Richter am United States District Court for the District of Maine ernannt. Nach der Bestätigung durch den US-Senat am 14. März desselben Jahres konnte er sein Amt am 24. März antreten. Er verstarb am 18. November 1956 und wurde auf dem Mount Hope Cemetery in Lewiston beigesetzt. Sein Sitz fiel an Edward Thaxter Gignoux.